# Stereophyllum brunnthaleri
Stereophyllum brunnthaleri är en bladmossart som beskrevs av Brotherus 1913. Stereophyllum brunnthaleri ingår i släktet Stereophyllum och familjen Stereophyllaceae. Inga underarter finns listade i Catalogue of Life.